# La Plaine, Maine-et-Loire

La Plaine este o comună în departamentul Maine-et-Loire, Franța. În 2009 avea o populație de 959 de locuitori.